# اخاذی سازمان‌یافته
اخاذی سازمان‌یافته (انگلیسی: Racketeering) نوعی جرم سازمان‌یافته است که در آن مرتکبان، یک طرح یا عملیات هماهنگ و غیرقانونی (که به آن «رکت» گفته می‌شود) را به‌طور مکرر یا مستمر برای کسب سود اجرا می‌کنند. این طرح می‌تواند زورگویانه، کلاهبردارانه، باج‌گیرانه یا به‌طور کلی غیرقانونی باشد.
اصطلاح «Racketeering» برای اولین بار توسط انجمن کارفرمایان شیکاگو در ژوئن ۱۹۲۷ در بیانیه‌ای دربارهٔ نفوذ جنایت سازمان‌یافته در اتحادیه تیمسترز (Teamsters Union) ابداع شد. به‌طور خاص، در این تعریف، «رکت» به‌عنوان خدمتی معرفی شد که خود موجب ایجاد تقاضا برای خویش می‌شود، در حالی که در شرایط عادی نیازی به آن وجود ندارد.
در معنای محدود، این اصطلاح به شیوه‌های تجاری زورگویانه یا کلاهبردارانه اشاره دارد؛ اما در معنای گسترده‌تر، می‌تواند شامل هر طرح یا عملیات مجرمانه‌ای باشد که به‌طور مداوم یا مکرر سودآوری دارد. این تعریف در قانون RICO ایالات متحده (۱۹۷۰) نیز گنجانده شده است که هدف آن محدود کردن قدرت مافیا و سایر گروه‌های جنایت سازمان‌یافته بود.